# دیدیه کوچی
دیدیه کوش (انگلیسی: Didier Cuche؛ زادهٔ ۱۶ اوت ۱۹۷۴) اسکی‌باز آلپاین اهل سوئیس است.